# Маги, Тайрик
Тайрик Маги (англ. Tyreek Magee; род. 27 октября 1999, Кингстон, Ямайка) — ямайский футболист, полузащитник клуба «Колорадо-Спрингс Суитчбакс» и сборной Ямайки.

## Клубная карьера
Маги начал профессиональную карьеру в клубе «Харбор-Вью». В 2015 году он дебютировал в Национальной премьер-лиге за основной состав. 29 ноября 2018 года в поединке против «Дандехолдена» Тайрик забил свой первый гол за «Харбор-Вью».
20 сентября 2019 года Маги перешёл в бельгийский «Эйпен», подписав контракт до 2023 года.
2 мая 2023 года Маги подписал контракт с американским клубом «Колорадо-Спрингс Суитчбакс» из Чемпионшипа ЮСЛ на сезон 2023. За «Колорадо-Спрингс» он дебютировал 13 мая в матче против «Мемфиса 901», заменив на 57-й минуте Патрика Сигриста. 19 августа в матче против «Окленд Рутс» он забил свои первые голы за «Суитчбакс», сделав дубль.

## Международная карьера
В 2018 году в составе молодёжной сборной Ямайки Маги принял участие в молодёжном чемпионате КОНКАКАФ в США. На турнире он сыграл в матчах против команд Гренады, Никарагуа, Мексики и Сен-Мартена. В поединках против мексиканцев и сен-мартенцев Тайрик забил три гола.
6 июня 2019 года в товарищеском матче против сборной США Маги дебютировал за сборную Ямайки.
В том же году Маги принял участие в Золотом кубке КОНКАКАФ. На турнире он сыграл в матче против команды Кюрасао.
Был включён в состав сборной на Золотой кубок КОНКАКАФ 2021.